# マキバシギ

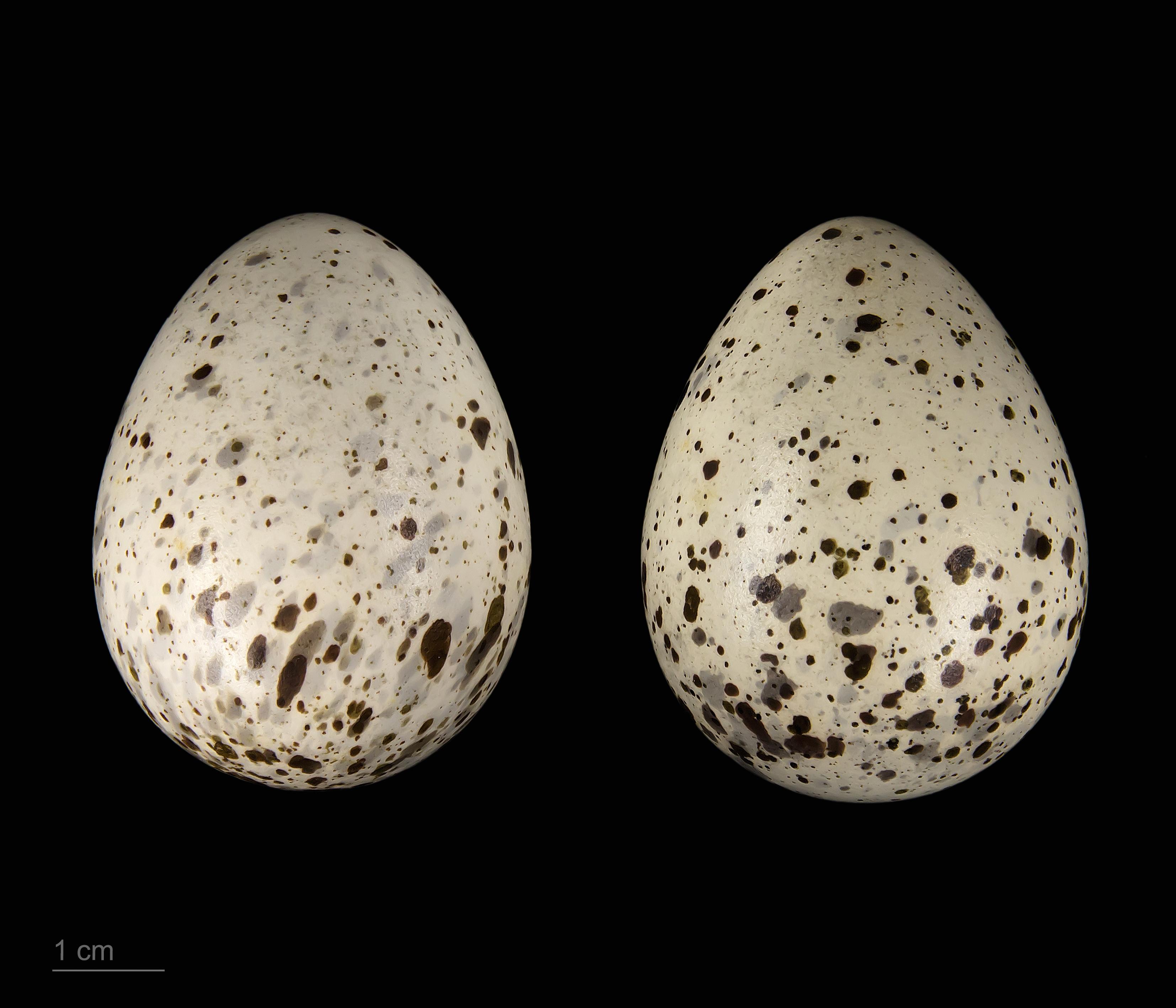
Bartramia longicauda

マキバシギ（牧場鴫、学名：Bartramia longicauda）は、チドリ目シギ科に分類される鳥類の一種。

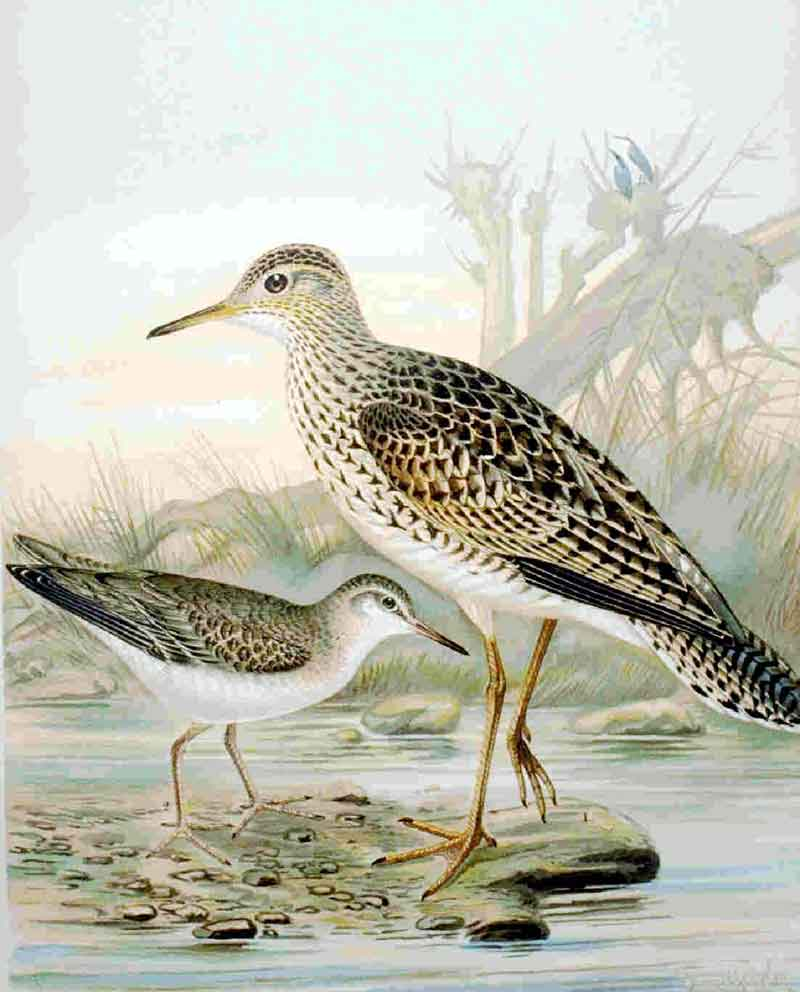
上がマキバシギ（下はアメリカイソシギ）